# Френски консулат
Френски консулат (на френски: Consulat) е период в историята на Първата френска република, бележещ прехода между Френската революция и първата империя. По време на консулата властта фактически принадлежи на Наполеон Бонапарт, но е ограничена юридически по различни начини. Продължава от 9 ноември 1799 (18 брюмер VIII година, когато Бонапарт извършва (държавен преврат), до 18 май 1804, когато Наполеон е провъзгласен за император.
Има три периода:
- Временно консулство (9 ноември – 24 декември 1799 г.
  - Учредяване на Изпълнителна консулска комисия (абат Сийес, Роже Дюко, Бонапарт).
  - Завръщане във Франция на Лазар Карно, Лафайет и други влиятелни емигранти.
  - Окончателно потушаване на размириците във Вандея.
  - Разработка и приемане на нова конституция – Конституция от година VIII, която дава силно предимство на изпълнителната власт.[2] Тя постановява четири различни съвета: – Трибунат, Законодателен корпус и Охранителен сенат (фр. le Sénat conservateur) – законодателни и един юридически – Държавен съвет. Само първите два съвета се избират, вторите два се назначават от първия консул.

- 25 декември 1799 – 2 август 1802
  - По конституция Бонапарт става първи консул с широки пълномощия за срок от десет години. Втори и трети консули с право на съвещателен глас стават Камбасерес (1753 – 1824) и Лебрьон (1739 – 1824).
  - Назначаване на членове на Сената и Държавния съвет.
  - Репресивни мерки против печата.
  - Учредяване на префектури и административна реформа.
  - Втора италианска кампания, разгром на Австрия и укрепване на властта на Бонапарт.
  - Покушение срещу Бонапарт на 24 декември 1800 (3 нивоз IX година) и прогонване на републиканците.
  - Чистка на враждебните на Бонапарт членове на Трибуната и Законодателния корпус.
- 2 август 1802 – 18 май 1804
  - На 2 август 1802 г. Сенатът провъзгласява Наполеон за пожизнен консул.
  - Приемане на Конституция от година X.
  - Формиране на пищен императорски двор.
  - Създаване на Ордена на почетния легион.
  - Репресии срещу съперниците на Бонапарт – Кадудал, Пишегрю, Моро, убийство на Луи Антоан Анри де Бурбон-Конде, херцог Енгиенски (син на принц Конде).
  - Амиенски договор с Англия и подготовка за нова война.
  - Приет е Наполеоновият кодекс.
  - Установяване на Първа френска империя.

## Консули
| Временни консули (10 ноември – 12 декември 1799) | Временни консули (10 ноември – 12 декември 1799) | Временни консули (10 ноември – 12 декември 1799) |
| ------------------------------------------------ | ------------------------------------------------ | ------------------------------------------------ |
|                                                  |                                                  |                                                  |
| Наполеон Бонапарт                                | Еманюел Сийес                                    | Роже Дюко                                        |
| Консули (12 декември 1799 – 18 май 1804)         |                                                  |                                                  |
|                                                  |                                                  |                                                  |
| Наполеон Бонапарт Първи консул                   | Жан-Жак Камбасерес Втори консул                  | Шарл-Франсоа Лебрьон Трети консул                |